# گایور: قهرمان تاریکی
گایور: قهرمان تاریکی (به انگلیسی: Guyver: Dark Hero)  یک فیلم ابرقهرمانی آمریکایی به کارگردانی، نویسندگی و تدوین استیو وانگ محصول سال ۱۹۹۴ که بر اساس مانگا و انیمه، گایور: زره قوی (به انگلیسی: Bio Booster Armor Guyver) ساخته شده‌است. این دنباله فیلم گایور (۱۹۹۱) محسوب می‌شود.

## داستان
شان باکر به عنوان میزبان یک موجود بیگانه به نام گایور شناخته می‌شود. او یک سال پیش شرکتی که در زمینه موجودات جهش یافته بوده‌است و رد گایور را پیدا کرده نابود کرده‌است حالا او می‌خواهد بفهمد که چرا گویار این موجود بیگانه بدن او را به عنوان میزبان انتخاب کرده تا او را از بین ببرد و …

## بازیگران
- دیوید هیتر در نقش شان بارکر / گایور
- کتی کریستوفرسون در نقش کوری ادواردز
- برونو پاتریک در نقش آرلن کرین
- کریستوفر مایکل در نقش فرمانده اتکینز
- استوارت ویسی در نقش دکتر مارکوس ادواردز
- بیلی لی در نقش میزکی سگاوا
- آلیسا مرلین در نقش برندی هریس
- کریستن کالکینز در نقش لوئیز
- جیم اودونوگو در نقش آقای گوا
- جی دی اسمیت در نقش داگ کرلو
- وس دیتریک در نقش گاس وولکر
- استفان اوپریچال در نقش باب
- کویچی ساکاموتو در نقش ساکای
- کریستوفر جی بردشاو در نقش گراو
- ورن روگوئن در نقش مازو
- راس کینگستون در نقش هیک بی تاب
- ناتان لانگ در نقش پلیس شماره ۱
- لیزا هانان در نقش پلیس شماره ۲
- شان تی بنجامین در نقش DC[۴][۵][۶]